# The Cluetrain Manifesto
The Cluetrain Manifesto er et erhvervsøkonomisk litterært værk skrevet af Rick Levine, Christopher Locke, Doc Searls og David Weinberger. Det blev først udgivet på nettet i 1999 som et sæt af 95 teser, og blev udgivet som en bog i 2000 med teserne udvidet med 7 essays. Arbejdet undersøger internettets indvirkning på markedsføring og hævder, at konventionelle markedsføringsteknikker er blevet forældet i kraft af de online "samtaler", som forbrugerne har, og at virksomhederne er nødt til at deltage.

## Overblik
The Cluetrain Manifesto blev skrevet og først udgivet på internettet i marts 1999 af Rick Levine, Christopher Locke, Doc Searls og David Weinberger. En revideret og udvidet version af teksten udkom i 2000 i bogform, under titlen The Cluetrain Manifesto: The End of Business as Usual .
I det centrale afsnit, at "markeder er samtaler", hævdes det, at internettet står i modsætning til konventionelle medier, der anvendes i massemarketing, da det både muliggør samtaler mellem forbrugere indbyrdes og mellem forbrugere og virksomheder, og disse kontakter hævdes at indebære en forandring af de traditionelle forretningsmetoder. I den trykte publikation nævnes som formidlere af sådanne samtaler teknologier såsom e-mail, nyhedsgrupper, postlister, chat og websider. Nyere teknologier så som blogs og wikier er ikke nævnt.
I sin form refererer værket til Martin Luther's 95 teser, en central tekst for den protestantiske reformation.
Værket hævder, at ordet "cluetrain" stammer fra en anonym kilde, der fortalte om deres tidligere chefer "Clue-toget stoppede der fire gange om dagen i ti år, og de modtog aldrig leverancer."
The Cluetrain Manifesto blev genudgivet som en udvidet 10 års jubilæumsudgave i 2010. I 2015 offentliggjorde to af forfatterne, Doc Searls og David Weinberger, en efterfølger med titlen New Clues.

## The Cluetrain-teserne
Et enkelt afsnit opsummerer forfatternes væsentligste position:
En stærk global meningsudveksling er begyndt. Gennem internettet opdager og opfinder folk nye måder at dele relevant viden på med hæsblæsende hastighed. Som et direkte resultat bliver markederne smartere, og de bliver smartere hurtigere end de fleste virksomheder.
De 95 teser kan opdeles og sammenfattes på flere måder. Nedenstående noget vilkårlige opdeling af teserne kan bruges som grundlag for at forstå indholdet af manifestet, og giver et strukturelt indtryk af forfatternes vigtigste antagelser.

### Temaer 1-6: Markeder er samtaler
Forfatterne siger. at markedspladsen historisk var et sted, hvor folk samledes og snakkede med hinanden (tese 1): de ville diskutere tilgængelige produkter, pris, omdømme og dermed forbinde sig med andre (disse 2-5.) Forfatterne hævder så, at internettet er et middel for enhver til at genskabe en sådan virtuel markedsplads og atter opnå et sådant kommunikationsniveau mellem mennesker. Dette havde ikke før internettet været tilgængeligt i massemediernes alder (tese 6.)

### Speciale 7: Hyperlinks undergraver hierarkier
Internettets evne til at linke til yderligere information - oplysninger, der kan eksistere udenfor det formelle hierarki af organisationsstruktur eller udgivet materiale fra en sådan organisation - fungerer som et middel til at undergrave eller omgå formelle hierarkier.

### Temaer 8-13: Forbindelse mellem de nye markeder og virksomheder
Den samme teknologi, der forbinder mennesker til markeder uden for organisationer, forbinder også medarbejdere inden for organisationer (tese 8.) Forfatterne foreslår, at disse netværk skaber en mere informeret markedsplads hhv. forbruger (tese 9) gennem de samtaler, der foregår. De tilgængelige oplysninger på markedet er bedre end de tilgængelige oplysninger fra organisationerne selv (tese 10-12.)
Forfatterne undersøger derefter i de resterende teser de virkninger, som disse ændringer vil få på organisationer, og hvordan organisationerne skal reagere på det forandrede marked for at forblive levedygtige.

### Teser 14 - 25: Organisationer, der går ind på markedet
Med fremkomsten af den virtuelle markedsplads, indikerer forfatterne, vil fokus for organisationer være at komme ind i markedssamtalen (tese 25) og gøre det på en måde, der forbinder sig med den nye markeds stemme (tese 14-16) eller risikerer at blive irrelevant (tese 16).

### Teser 26-40: Marketing og organisatorisk respons
Forfatterne giver derefter en række teser om den tilgang som de mener at organisationer skal bruge for med held at komme ind på den nye markedsplads (tese 26), idet det hævdes, at man inden for den nye markedsplads ikke længere vil reagere på tidligere tiders massekommunikation, da sådan kommunikation ikke er 'autentisk' (tese 33.)

### Teser 41-52: Intranetter og indvirkningen på organisationens kontrol og struktur
Tese 41-52 undersøger intranettets indflydelse inden for organisationer, med uddybende forklaring af den undergravning af hierarkier, der oprindeligt blev fremført i tese 7. Når det implementeres korrekt (tese 44-46), foreslås det, at sådanne intranet genskaber reel kommunikation blandt medarbejderne parallelt med internettets indvirkning på markedet (tese 48) og at dette vil føre til en "hyperlinket" organisationsstruktur, der vil erstatte det formelt dokumenterede organisationsdiagram (tese 50).

### Teser 53-71: Tilslutning af internetmarkedet med virksomhedens intranet
Det ideelle er i henhold til arbejdet, at netværksmarkedet skal forbindes til det netværksbaserede intranet, således at der kan være fuld kommunikation mellem folk på markedspladsen og inden for virksomheden selv (tese 53.) At opnå dette kommunikationsniveau hindres af traditionelle kommandostrukturer (tese 54-58), men i sidste ende er organisationerne nødt til at tillade, at dette kommunikationsniveau eksisterer, da den nye markedsplads ikke længere reagerer på deres massekommunikation (teserne 59-71)

### Teser 72-95: Nye markedsforventninger
Formålet med teserne 72-95 er at identificere forventninger (76, 77, 78, 95) og ændringer (tese 72), der findes inden for den nye markedsplads, og hvordan disse forventninger og ændringer vil kræve en tilsvarende ændring fra organisationer (teserne 79, 84, 91, 92, 94).

## Modtagelse
De 95 teser, som oprindeligt blev offentliggjort på internettet, modtog positive anmeldelser i almindelige publikationer som San Jose Mercury News og Wall Street Journal. De blev også bredt diskuteret online og fremkaldte næsten religiøse argumenter i nogle tilfælde. Stærke tilhængere omfattede de teknisk orienterede mennesker, som var dygtige til at opbygge hjemmesider, skrive blogs og skaffe sig selv opmærksomhed på internettet.
Bogen blev hurtigt en bestseller og kom ind i top ti på Business Weeks "Best-Sellers of 2000"-liste.
The Cluetrain Manifesto er blevet krediteret for at udstille "de grundlæggende principper for sociale medier år før Facebook og Twitter eksisterede." Det betragtes også som en grundlæggende tekst inden for konversationsmarkedsføring. Advertising Age erklærede i 2006: "Grand vision i 1999 'Cluetrain Manifesto' er nu ved at blive rigtig. Forbrugerne har kontrol, markeder er samtaler og markedsføring udvikler sig til en tovejsdisciplin."
Bogen er blevet kritiseret for at kaste sit centrale udtryk for menneskelig "stemme" i ekspressionistiske snarere end retoriske termer.
Nogle kritikere mener, at værkets offentlige modtagelse er kultagtig. John C. Dvorak forkaster for eksempel arbejdet som et produkt af "sindssygt spredt dingbat-tænkning, der karakteriserer internet-boomet" og beskylder dets tilhængere for deres "tilsyneladende tro på denne underlige vision om en idealistisk, menneskeligt orienteret netværksforbundet ny verden/ny økonomi."
Andre kritikere peger på, at internettet ikke kan konceptualiseres som blot "en samtale" eller at menneskelig aktivitet online ikke kan reduceres til begrebet "samtale".
Det er også blevet påpeget, at arbejdets forudsigelser i vid udstrækning ikke er blevet til virkelighed.